# Список королей Руанды
Эта статья содержит список королей Руанды. Королевством Руанда правили монархами с титулом мвами (абами), и было одним из старейших и наиболее централизованных королевств в истории центральной и восточной Африки. История королевства Руанда до правления короля Гиханга I в значительной степени не подтверждена и окутана мифическими рассказами.
Абами б’имишуми (потомки богов Ибимануки) — правили до нашей эры
- Гиханга I
- Каньяруанда и Гахима I
- Кимари Кья Руренге
- Ндахиро I Бамара (Вамала)
- Руганзу I
- Ньяруме[1]
- Нтарама
- Рубанда (Лугальбанда)[1]
- Румеза I
- Юхи I Мусинди
- Румеза II[1]
- Ндахиро II Руянге
- Ндахиро III Ндоба
- Ндахиро IV Самембе
- Нсоро I Самукондо
- Нсоро II Бинши
- Руганзу II Бвимба
- Килима I Ругве

Первая Абами Бибититекерезо (первые короли нашей эры)
- Кигели I Мукобаня (1378—1418)
- Мибанве I Секаронгоро I Мутабази
- Юхи II Гахима II
- Ндахиро V Циаматаре

Вторая Абами Бибититекерезо (вторые короли нашей эры)
- Ругунзу III Ндоли
- Калемера Рвака
- Сутара I Нсоро III Семугеши
- Кигели II Нямухешера (1576—1609)
- Мибамве II Секаронго II Гисанура (1609—1642)
- Юхи III Мазимпака (1642—1675)
- Цилима II Ружугира (1675—1708)
- Кигели III Ндабараса (1708—1741)
- Мибамбве III Мутабази II Сентабо (1741—1746)
- Юхи IV Гахиндиро (1746—1802)
- Мутара II Рвогера (1802—1853)
- Кигели IV Рвабугири (1853 — ноябрь 1895)
- Мибамбве IV Рутариндва (ноябрь 1895 — декабря 1896)
- Юхи V Мусинга (1883 — 13 января 1944; декабрь 1896 — 12 ноября 1931)[2]
- Мутара III Рудахигва (Март 1911 — 25 июля 1959; 12 ноября 1931[3] — 25 июля 1959[4])
- Кигели V Ндахиндурва (25 июля 1959 — 28 января 1961)

## После 1961
28 января 1961 года, во время Революции в Руанде, в стране упразднена монархия, Руанда стала республикой (референдум состоялся 25 сентября того же года). Впоследствии Кигели V Ндахиндурва продолжал настаивать на своих правах на трон вплоть до своей смерти 16 октября 2016 года в Вашингтоне. 9 января 2017 года Королевский совет Руанды объявили принца Эммануэля Бушайия наследником престола. Принц Эммануэль принял имя Юхи VI.